# حزب الوحدة الوطنية (المالديف)
حزب الوحدة الوطنية يرأسه الرئيس السابق لجزر المالديف الدكتور محمد وحيد حسن وأول نائب رئيس في جزر المالديف. وهو حزب معتدل كان جزءًا من ائتلاف الحزب الحاكم السابق لجمهورية جزر المالديف. وبموجب اتفاق الائتلاف مع الحزب الديمقراطي المالديفي حصل الحزب على ثلاثة مقاعد في مجلس الوزراء. وزارة الثروة السمكية ووزارة التعليم ووزارة التنمية الاقتصادية والتجارة. على الرغم من إلغاء هذه المواقف من قبل الرئيس في انتهاك لاتفاق الائتلاف.

## وصلات خارجية
- الموقع الرسمي الدكتور محمد وحيد حسن